# Spirularia
Spirularia is een orde van neteldieren uit de klasse van de Anthozoa (bloemdieren) in de onderklasse Ceriantharia. Het is een van de twee orden waaruit Ceriantharia bestaat en omvat de twee families Botrucnidiferidae en Cerianthidae met ongeveer 99 soorten. De twee orden verschillen in de samenstelling van hun cnidoom (de soorten cnidocyten die aanwezig zijn), de relatieve afmetingen van de orale schijven en de vorm en structuur van de mesenteriën.
Deze anemonen wonen in perkamentachtige buizen die zijn ondergedompeld in zacht sediment en hebben twee kransen van tentakels, waarbij de buitenste tentakels veel langer zijn dan de binnenste.

## Families
- Botrucnidiferidae Carlgren, 1912
- Cerianthidae Milne Edwards & Haime, 1852